# CMS Made Simple
 (août 2020).
CMS Made Simple  (abréviation : CMSMS) est un système de gestion de contenu (en anglais : content management system, CMS) libre sous GPL, créé en 2004 pour offrir une alternative puissante et simple à d'autres logiciels jugés plus complexes. CMS Made Simple nécessite une base de données MySQL pour fonctionner.

## Caractéristiques
Ses caractéristiques sont une organisation qui sépare les pages créées par les utilisateurs, les gabarits et les feuilles de style ; sa capacité de générer automatiquement des menus en fonction de l'organisation des pages ; sa modularité et un éditeur WYSIWYG (MicroTiny) inclus par défaut.

## Utilisation
CMS Made Simple n'est pas par défaut orienté pour la gestion d'une communauté, mais plutôt pour la gestion d'un site dynamique proposant des pages, des nouvelles, des documents, des liens... Il est toutefois possible d'ajouter la gestion de membres ainsi que des commentaires ou l'implémentation d'un forum de discussion par exemple.
CMS Made Simple ne gère que des sites en une langue, mais il est possible de gérer des sites multilingues au moyen d'une extension (MleCMS) .
Régulièrement mis à jour, les versions actuellement supportées sont les suivantes : 2.2.15 et 2.2.16.